# Cornelius Freiherr von Berenberg-Gossler
Cornelius Freiherr von Berenberg-Gossler, auch Goßler (* 2. März 1874 in Hamburg; † 29. September 1953 ebenda), geboren als Cornelius Gossler, war ein deutscher Bankier und von 1913 bis 1953 Inhaber der Bank Joh. Berenberg, Gossler & Co., die sich heute Berenberg Bank nennt.

## Leben

### Herkunft und Familie
Berenberg-Gossler war Mitglied der Hanseatenfamilie Berenberg/Goßler und drittältester Sohn des Bankiers Johann Freiherr von Berenberg-Gossler und seiner Frau Juliane Amalie Donner (1843–1916), Enkel des Bankiers Heinrich Gossler sowie Urenkel des Senators Johann Heinrich Gossler. Sein ältester Bruder war der Bankier, Senator und Botschafter John von Berenberg-Gossler. Der Vater, der zunächst Johann Gossler hieß, mit „Berenberg“ als zweitem Vornamen, erhielt 1880 das Recht, „Berenberg-Gossler“ als Familiennamen zu führen; 1889 wurde ihm vom Königreich Preußen ein erbliches Adelsprädikat zugesprochen („von Berenberg-Gossler“); 1910 erhielt er den Adelstitel Freiherr mit der Befugnis, ihn nach seinem Tod an einen Sohn zu übertragen. Damit konnte Cornelius Gossler ab 1913 den Namen „Freiherr von Berenberg-Gossler“ führen.
Die Familie lebte im Winter in einer Stadtwohnung an der Außenalster, im Sommer auf ihrem weitläufigen Gut in Niendorf, ein Muster, das für das vermögende hanseatische Bürgertum typisch war.

### Ausbildung und Tätigkeiten im Kaiserreich
Cornelius von Berenberg-Gossler durchlief eine kaufmännische Ausbildung, unter anderem mit einem Volontariat bei der Barings Bank in London. Am 1. März 1898 trat er als Teilhaber in die Bank Joh. Berenberg, Gossler & Co. ein, am 24. Mai desselben Jahres heiratete er Nadja Clara von Oesterreich, die Tochter eines Kaufmanns und Finanzmaklers. Berenberg-Gossler wurde 1907 zum Generalkonsul des Königreichs Bayern in Hamburg berufen, ein Ehrenamt, das ihm Zutritt zum gesellschaftlich wichtigen konsularischen Corps verschaffte und das er bis zur „Gleichschaltung“ der Länder 1933 ausübte, als das Amt abgeschafft wurde. Er war zeitweise Vorsitzender des nationalliberalen „Reichstagswahlvereins von 1884 in Hamburg“, der sich 1908 der Nationalliberalen Partei anschloss, und organisierte in dieser Funktion Bismarck-Feiern und Ähnliches. 1912 schloss er sich einer Abspaltung dieses Wahlvereins an, der der Deutschkonservativen Partei nahestehenden Hamburgischen Konservativen Vereinigung, wo er dem Vorstand angehörte. Mit dem Tode des Vaters am 8. März 1913 übernahm er die Leitung der Bank, nachdem sein Bruder John bereits 1908 aufgrund seiner Wahl in den Hamburger Senat das Unternehmen hatte verlassen müssen und der zweite Sohn Johanns, Paul, aus Hamburg weggezogen war und das Gut Windeby betrieb. Cornelius von Berenberg-Gosslers Vermögen war beträchtlich, bereits 1912, noch vor dem Tod des Vaters, bezifferte Rudolf Martin es in seinem Jahrbuch des Vermögens und Einkommens der Millionäre auf 3,8 Millionen Mark und das Jahreseinkommen auf 300.000 Mark.
Berenberg-Gossler war stellvertretender Vorsitzender des Hamburger Zweigs des Deutschen Wehrvereins. 1914 war er mit 40 Jahren bereits zu alt für eine aktive Teilnahme am Ersten Weltkrieg. Stattdessen ließ er mit anderen vermögenden Hamburgern zusammen auf eigene Kosten einen Lazarettzug ausrüsten, der dem Transport verwundeter deutscher Soldaten in die Heimat diente. Ein von der Hamburgischen Konservativen Vereinigung 1916 verfasster „Aufruf zur Niederringung Englands“ trug unter anderem auch seine Unterschrift.

### Weimarer Republik
Nach dem Zusammenbruch des Kaiserreiches 1918 trat Berenberg-Gossler in die Deutsche Volkspartei (DVP) ein und unterstützte diese auch finanziell. Er übte neben der Leitung der Bank eine Vielzahl von Funktionen im Hamburger Wirtschaftsleben aus. So war er Mitglied des Bezirksausschusses Hamburg der Reichsbank und Mitglied des Ausschusses des Centralverbands des deutschen Bank- und Bankiergewerbes. Zudem gehörte er zahlreichen Aufsichts- und Verwaltungsräten an, darunter dem Verwaltungsrat der Berliner Handelsgesellschaft, den Aufsichtsräten der Vereinsbank in Hamburg, der AG für In- und Auslandsunternehmungen und der Deutschen Waren-Treuhand. In der Ilseder Hütte, an der er ein großes Aktienpaket besaß, war er wie zuvor schon sein Vater stellvertretender Aufsichtsratsvorsitzender, ebenso in der AG Peiner Walzwerk.
In der Weltwirtschaftskrise geriet die Bank zunehmend in Schwierigkeiten und Berenberg-Gossler musste 1931 endlich die Geschäfte seiner Bank auf die Darmstädter und Nationalbank (Danat) überleiten und sein Haus schließen. Nachdem die Danat-Bank wegen Zahlungsunfähigkeit mit der Dresdner Bank fusioniert worden war, erhielt Berenberg-Gossler den Firmennamen Joh. Berenberg, Gossler & Co. 1932 zurück und nutzte ihn im Folgenden hauptsächlich zur Verwaltung seines Privatvermögens (siehe Berenberg Bank#Erster Weltkrieg und Republik).
Politisch orientierte sich Berenberg-Gossler in den letzten Jahren der Republik zunehmend an der Deutschnationalen Volkspartei und gab ihr auch seine Stimme bei den Reichstagswahlen. In seinem Tagebuch schrieb er, der Parlamentarismus habe abgewirtschaftet. Den Aufstieg der NSDAP seit 1930 beurteilte er sehr skeptisch. Er las Mein Kampf und hielt Hitler danach für einen „verbohrten Autodidakten“, von den Nationalsozialisten hatte der Großbürger Berenberg-Gossler einen „recht spießigen, kleinen Eindruck“. Als der Völkische Beobachter im November 1930 nach einer Lohnsenkung in der Ilseder Hütte antisemitische Angriffe gegen Jakob Goldschmidt veröffentlichte, der vor kurzem ebenfalls Mitglied des Aufsichtsrats geworden war, schrieb er an Hitler, erhielt aber nur eine nichtssagende Antwort. „Ich sage Hitler, die Verhetzung der Arbeiter gegen die Unternehmer und gegen Goldschmidt, überhaupt gegen die Juden, sei verwerflich“, heißt es im Tagebuch. Er sah im Nationalsozialismus aber nicht nur ein „gefährliches Risiko“, sondern auch bereits 1931 „ein großes Wagnis, um das man nicht herumkommen wird“. Dazu trug bei, dass ihm der Kommunismus noch größere Sorgen bereitete.

### Zeit des Nationalsozialismus
1933 blieb die Bank zunächst geschlossen. Cornelius Berenberg-Gossler gab seine Stadtwohnung auf und zog sich ganz auf das Familiengut nach Niendorf zurück. Obwohl er von den Nationalsozialisten insgesamt wenig hielt, schwankten seine Einschätzungen der neuen Machthaber, wie er sie in seinem Tagebuch festhielt, zunächst „zwischen diffusen Erwartungen, enttäuschten Hoffnungen und wachsender Skepsis“. Bei der Märzwahl 1933 wählte er die von der Deutschnationalen Volkspartei dominierte Kampffront Schwarz-Weiß-Rot. Bereits kurz nach der Wahl erwog er, der NSDAP beizutreten, und unterhielt sich darüber mit dem befreundeten jüdischen Filialdirektor der Dresdner Bank in Hamburg, Paul Salomon. In Berenberg-Gosslers Tagebuch ist am 11. März 1933 verzeichnet, dass Salomon ihm zugeraten habe, „weil in die Partei Leute gehen müßten, die nicht antisemitisch seien“; keiner der jüdischen Freunde werde sich verletzt fühlen. Die Tage vor und während des sogenannten Judenboykotts am 1. April verbrachte er bei Geschäftsfreunden in London und notierte dort äußerst negative eigene und fremde Urteile über die antisemitische Politik der Nationalsozialisten. Dennoch trat er zusammen mit seinen Brüdern John und Andreas zum 1. Mai 1933 in die NSDAP ein (Mitgliedsnummer 3.039.123).
Die Gründe für diesen Schritt sind unterschiedlich beurteilt worden. Die Herausgeber seiner Tagebucheinträge von 1933 meinen, dass hier nüchternes Kalkül eine Rolle spielte. Frank Bajohr führt in seinem Nachwort aus, dass Berenberg-Gossler weder im Sinn einer inneren Einstellung vorging noch unmittelbarem Zwang folgte, sondern so handelte, wie er es „unter den obwaltenden Umständen […] für sinnvoll“ hielt. Dazu hat wohl besonders die Einschätzung beigetragen, dass die neue Macht im Staat auf Dauer bleiben werde und der Föderalismus am Ende sei. So begrüßte Berenberg-Gossler in seinem Tagebuch etwa die Gleichschaltung der Länder und hielt sogar den Fortbestand des Hamburger Senats für überflüssig; es sei gut, dass Deutschland nun einheitlich von Berlin aus regiert werde.
Die Hamburger Wirtschaftshistorikerin Renate Hauschild-Thiessen betonte hingegen besonders die Absicht Berenberg-Gosslers, den nationalsozialistischen Antisemitismus von innen heraus zu bekämpfen. Auch dafür gibt es Anhaltspunkte. So setzte er sich im April 1933 mehrfach persönlich bei dem Gauleiter und Reichskommissar von Mecklenburg-Lübeck, Friedrich Hildebrandt, für die Freilassung des jüdischen Gutsbesitzers Ernst Lebenbaum, des Sohns eines Geschäftsfreunds, aus der Schutzhaft ein und war damit auch erfolgreich. In der Gesellschaft der Freunde der Hamburgischen Universität trat er offensiv für deren jüdische Mitglieder ein. Zahlreiche seiner Geschäftsfreunde und persönlichen Freunde waren Juden und er zögerte nicht, ihnen beizustehen. Zwar war er kein prinzipieller Gegner jeden Antisemitismus, so vermerkte er etwa in seinem Tagebuch, man müsse die Juden „zurückhalten“, aber den „besseren Elementen die Möglichkeit geben, sich zu assimilieren“, und ein „zu großer Einfluß der Juden in Deutschland“ habe gewiss zurückgedrängt werden müssen, jedoch niemals in den „unmenschlichen“ Formen, wie es heute geschehe. Den nationalsozialistischen Antisemitismus lehnte er aber entschieden ab und machte auch kein Hehl daraus. Das ist in seinem Tagebuch vielfach bezeugt und von Historikern gewürdigt worden.
Die anfangs noch schwankende Haltung Berenberg-Gosslers nahm Gestalt an in gewissen Hoffnungen, dass Hitler, den er zunächst als relativ gemäßigten Nationalsozialisten ansah, die in ihn gesetzten Hoffnungen der Bevölkerung erfüllen und die radikalen Teile der Bewegung im Zaum halten könne. Diese Einschätzung revidierte er jedoch bald. Neben den antisemitischen Übergriffen verurteilte er besonders die aggressive Außenpolitik der NS-Regierung, unter anderem gegenüber Österreich, die im Ausland einen sehr schlechten Eindruck hinterlasse und letztlich zum Krieg führen werde.
Da er 1933 „kein Geschäft“ hatte, engagierte sich Berenberg-Gossler nicht nur in der Gesellschaft der Freunde der Hamburger Universität, sondern auch im Kirchenvorstand seiner Niendorfer Gemeinde. Hier stach ihm besonders die Agitation der Deutschen Christen ins Auge, die er offen bekämpfte und für die er in seinem Tagebuch bittere Worte fand.
Nach Paul von Hindenburgs Tod hatten sich seine Anschauungen so weit geklärt, dass er seinen Austritt aus der NSDAP im August 1934 öffentlich ankündigte und am 2. Oktober auch formal vollzog. Er legte seine Gründe in einem Schreiben an die Kreisleitung ausführlich dar: die Missachtung bürgerlicher Freiheiten, die Kirchenfeindschaft des Regimes und vor allem den Antisemitismus.
Als im Oktober 1934 die Nationalsozialisten Räume in seiner 1881 errichteten Villa im Niendorfer Landschaftspark der Familie für die Nationalsozialistische Volkswohlfahrt beanspruchten, ließ er das Gebäude kurzerhand abreißen, um eine drohende Beschlagnahme zu verhindern. Unter den Unternehmern Hamburgs zählte er zu den überzeugten Gegnern des Nationalsozialismus.
Er setzte sich darüber hinaus für Freunde unter den jüdischen Kaufleuten und Bankiers in Hamburg ein. Beispielsweise erreichte er 1939 in direkten Verhandlungen mit Karl Wolff, dem Adjutanten Himmlers, die Freilassung von Fritz Warburg, dem Bruder von Max Warburg, der seit dem Novemberpogrom 1938 in Gestapo-Haft war. Richard Kauffmann, dem Inhaber der Firma Rée, half er bei der Emigration nach London. Privat lebte Cornelius Freiherr von Berenberg-Gossler zurückgezogen und drückte in seinem Tagebuch seine Ablehnung des NS-Regimes aus.
1935 holte Cornelius von Berenberg-Gossler seinen Sohn Heinrich als Teilhaber in die Bank. Bis 1948 fungierte die Berenberg Bank allerdings lediglich als Holdinggesellschaft, in der die Beteiligungen der Firma zusammengefasst waren, darunter zwei kleinere Privatbanken, die im Vermögensverwaltungsgeschäft tätig gewesen sind.

### Nach 1945
1948 übernahm Berenberg als Auswirkung des Gesetzes zur Errichtung der Bizone die Hamburger Filiale der Norddeutschen Kreditbank aus Bremen, die im Gegenzug Anteile an der Berenberg Bank erhielt, und eröffnete diese am Tag nach der Währungsreform im Gebäude am Alten Wall 32 neu.
Nach kurzer schwerer Krankheit starb Cornelius von Berenberg-Gossler am 29. September 1953 mit 79 Jahren in seinem Haus in Hamburg-Niendorf.
Er war seit dem 24. Mai 1898 mit Nadia Clara, geborene von Oesterreich, verheiratet. Aus der Ehe entstammten die Kinder Clara Nadia, verh. von Specht (1899–1977), Cornelius Johann Constantin (Rufname Johann, 1901–1942), Cornelia Nadia Julie (1905–1992), Cornelius Johann Heinrich Hellmuth (Rufname Heinrich, 1909–1997), Cornelius Paul Hellmuth (Rufname Hellmuth, 1911–1988) und Nadia (1916–2005).

## Tagebuch
Von 1913 bis 1953 führte Berenberg-Gossler ein Tagebuch. Die Bände sind großenteils erhalten, bis auf die Jahrgänge 1940 und 1941, die er auf Bitten seiner Familie verbrannte. Die Jahrgänge von 1933 bis 1939 ließ er damals verpackt im Garten vergraben, wo sie später wieder geborgen wurden. Sie haben in der zeithistorischen Forschung große Beachtung als Quelle gefunden, weil in ihnen neben alltäglichen Ereignissen auch Erlebnisse und Eindrücke etwa aus der Weltwirtschaftskrise von 1929 und aus der Zeit des Nationalsozialismus geschildert werden, oft mit sehr freimütigen Meinungsbekundungen. Die Einträge des Jahres 1933 wurden 2013 zusammen mit drei Tagebüchern anderer Hamburger Personen aus diesem Jahr wissenschaftlich ediert und kommentiert. Ferner sind einige Tagebuchauszüge von April und Mai 1945 in den Hamburgischen Geschichts- und Heimatblättern veröffentlicht worden, zusammen mit anderen Hamburger Tagebucheinträgen aus derselben Zeit.